# Step by Step (東方神起歌曲)
《Step by Step》是韩国男子团体東方神起在日本发行的第9张单曲。于2007年1月24日由rhythm zone公司发行。

## 概要
单曲分为「CD+DVD 初回限定盘」「CD ONLY 通常盘」两种版本发行。附属DVD中收录了《Step by Step 》的MV和MV的拍摄过程（只在于“初回限定盘”中收录）。

## 收录内容

### CD+DVD
CD
1. 《Step by Step》
2. 《PROUD》
3. 《Step by Step》 -Less Vocal-
4. 《PROUD》 -Less Vocal-

DVD
1. 《Step by Step》(Video Clip)
2. 《Step by Step》(Off Shot Movie)

### CD ONLY
1. 《Step by Step》
作詞：H.U.B.、作曲：原一博
2. 《PROUD》
作词：园田凌士、作曲：中村仁、编曲：中村仁
3. 《PROUD》 -acappella ver.-
4. 《Step by Step》 -Less Vocal-
5. 《PROUD》 -Less Vocal-